# Stactobia dwalur
Stactobia dwalur är en nattsländeart som beskrevs av Schmid 1983. Stactobia dwalur ingår i släktet Stactobia och familjen smånattsländor. Inga underarter finns listade i Catalogue of Life.